# ビルフィッシュ (潜水艦)
ビルフィッシュ (USS Billfish, SS-286) は、アメリカ海軍の潜水艦。バラオ級潜水艦の一隻。艦名はカジキやダツのようなあごの長い魚の総称であるビルフィッシュに因む。

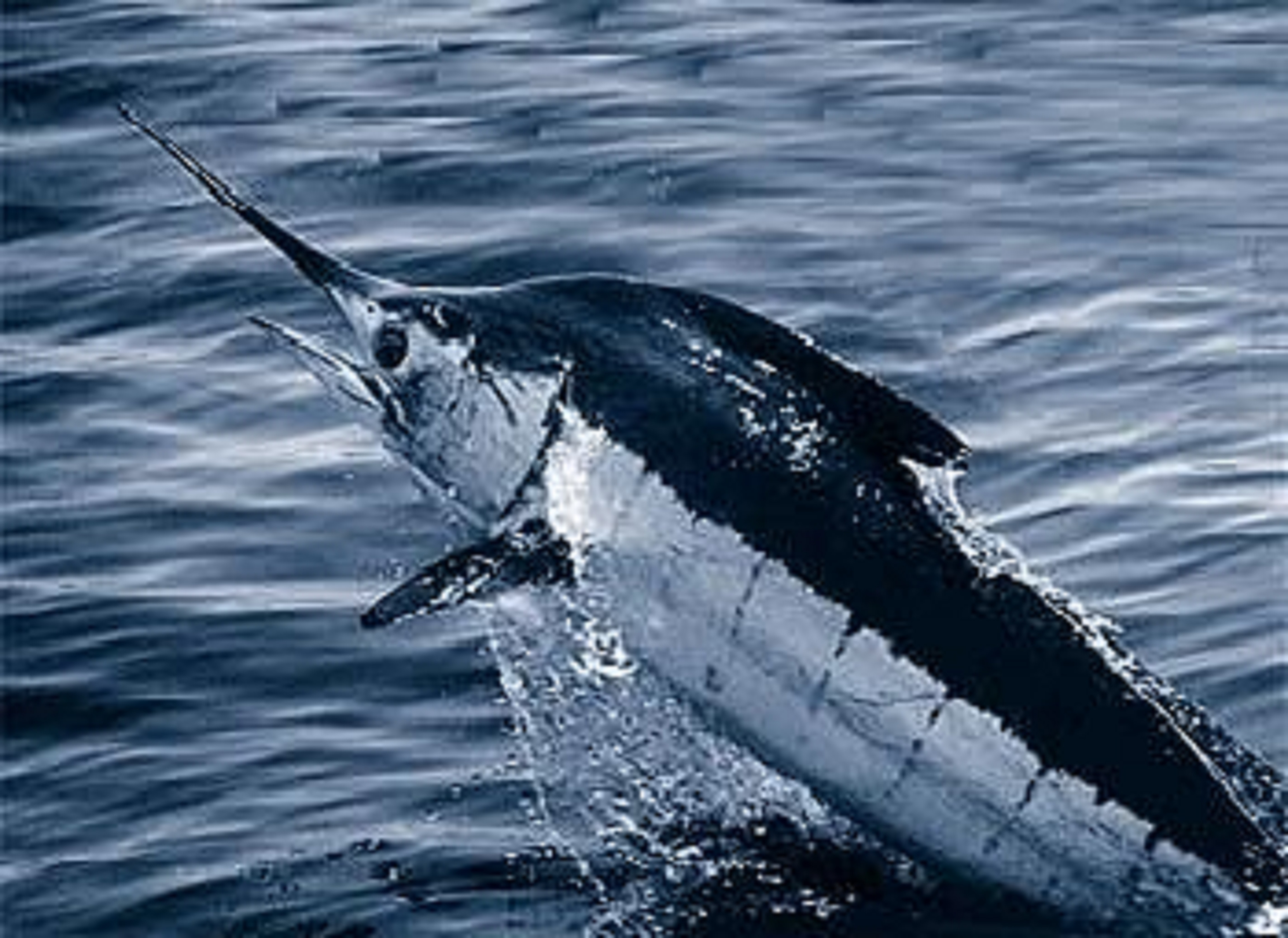
ニシクロカジキ（バルバドスでの通称Billfish）

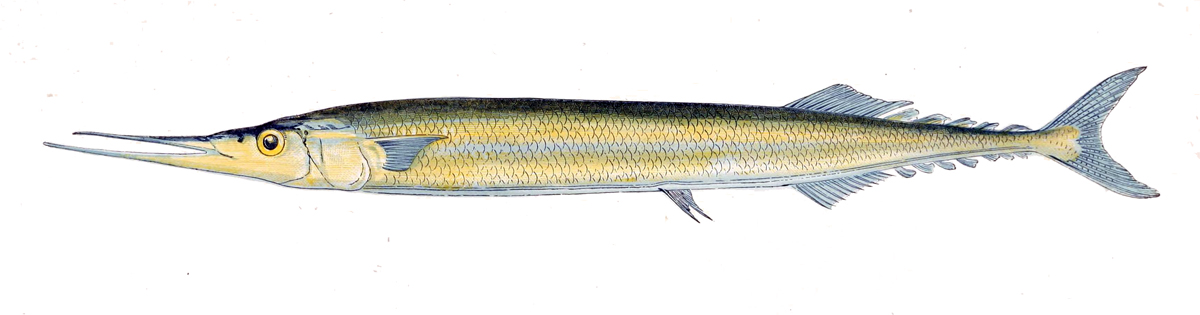
ニシサンマ（キューバでの通称Billfish）

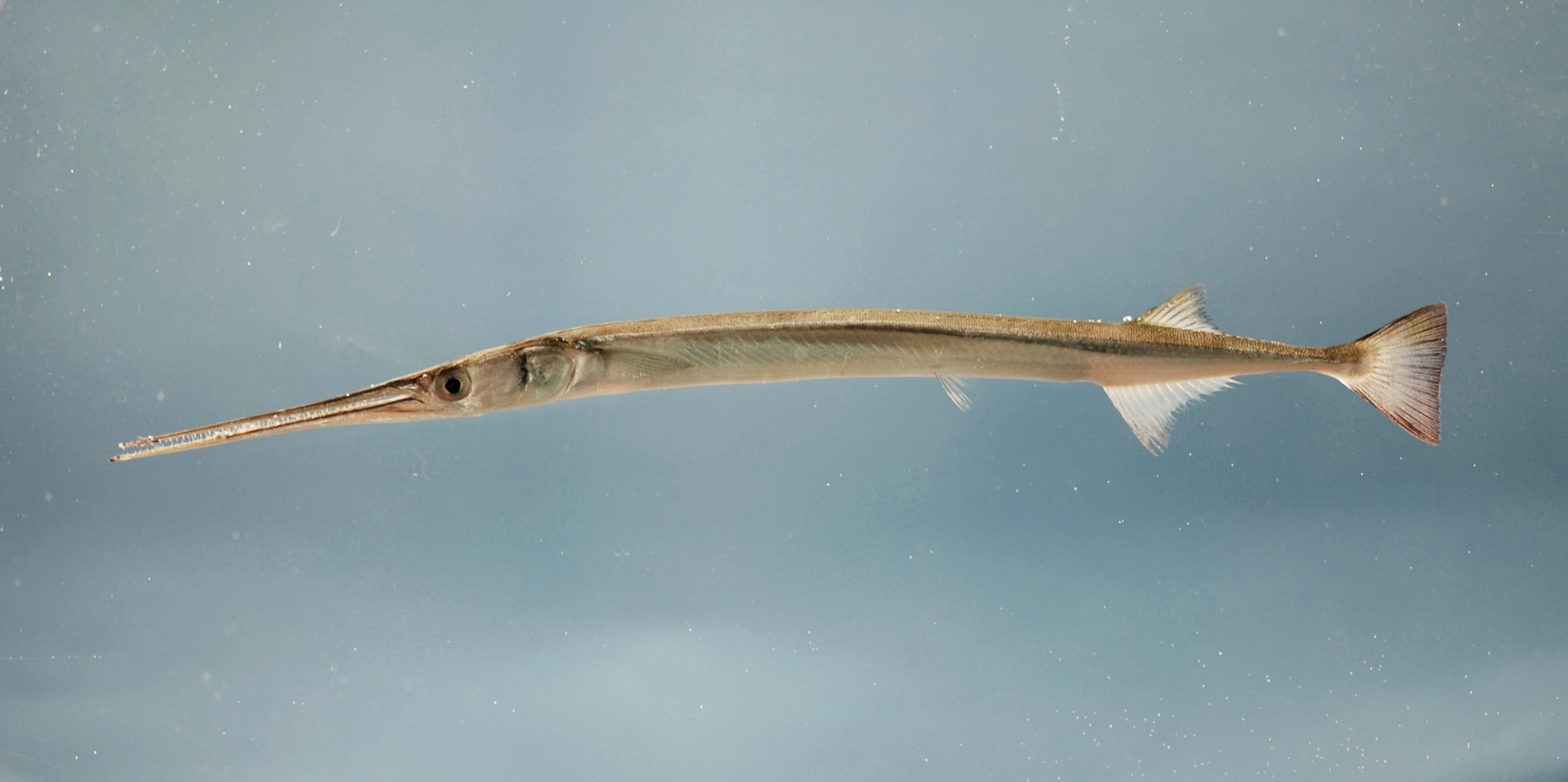
アトランティック・ニードルフィッシュ（キューバでの通称Billfish）

## 艦歴
ビルフィッシュは1942年7月23日にメイン州キタリーのポーツマス海軍造船所で起工する。11月12日にルイス・パークス夫人によって進水し、艦長フレデリック・C・ルーカス・ジュニア少佐（アナポリス1930年組）の指揮下、1943年4月20日に就役した。就役後はオーストラリアに回航され、8月1日ブリスベンに到着した。

### 第1、第2の哨戒 1943年8月 - 12月
8月12日、ビルフィッシュは最初の哨戒で南シナ海に向かった。トレス海峡を経由してダーウィンに寄港した後、哨区に到着。8月29日にバラバク海峡でタンカーを攻撃した後、9月8日朝、ビルフィッシュは5隻の輸送船からなる輸送船団を発見し、レーダーを使用して攻撃。魚雷は1本が輸送船に命中し撃破したと判断された。9月25日朝、ビルフィッシュは5隻の輸送船からなる別の輸送船団を発見し、姉妹艦ボーフィン (USS Bowfin, SS-287) とボーンフィッシュ (USS Bonefish, SS-223) を呼び寄せて再びレーダーを使って攻撃し、タンカー1隻を撃破したと判断された。10月10日、ビルフィッシュは59日間の行動を終えてフリーマントルに帰投した。
11月1日、ビルフィッシュは2回目の哨戒で南シナ海に向かった。しかし、11月11日にマカッサル海峡を潜航航行中、千鳥型水雷艇あるいは鴻型水雷艇と思しき艦艇による爆雷攻撃でビルフィッシュは大きく損傷した。ビルフィッシュは580フィート （177メートル）の深海に潜航したが、それは試験深度を170フィート（52メートル）以上も超えていた。乗組員の大半が重傷を負ったため、任務遂行可能な唯一の士官となったチャールズ・ラッシュ中尉が艦の指揮を執り、攻撃の回避を試みた。艦は燃料タンクを破損したため重油が漏れ、敵艦はその跡を追っていたことが分かったため、ラッシュは艦を正確に後退させ、油の跡に紛れようとした。この間に主任技師のジョン・D・レンダニックが緊急修理に取り組んでいた。それは衝撃で基礎から外れた主電動機の位置を油圧ジャッキで変更する作業と、漏水の激しい後部魚雷発射管をグリースで埋める作業が含まれた。12時間後に攻撃は終了した。その4時間後、夜に隠れてラッシュは艦を浮上させた。一機の発電機を使って充電を行い、修理を完了した後、大損傷を受けてはいたものの哨戒を続けた。11月28日にはインドシナ半島沖でボーフィンとともに340船団を攻撃し、6,000トン輸送船1隻の撃破を報じた。12月24日、ビルフィッシュは53日間の行動を終えてフリーマントルに帰投した。ラッシュ中尉はこの戦闘航海における功績で海軍殊勲章を受章した。艦長がヴァーノン・C・ターナー（アナポリス1933年組）に代わった。

### 第3、第4の哨戒 1944年1月 - 6月
1944年1月19日、ビルフィッシュは3回目の哨戒で南シナ海およびインドシナ半島方面に向かった。2月1日深夜、ビルフィッシュは2隻の海上トラックを発見し、浮上砲戦で1,000トン級の海上トラックを撃沈し、900トンの海上トラックを撃破したと主張した。3月24日、ビルフィッシュは66日間の行動を終えてフリーマントルに帰投した。
4月18日、ビルフィッシュは4回目の哨戒でマリアナ諸島方面に向かった。5月21日朝、ビルフィッシュは北緯13度44分 東経140度46分 / 北緯13.733度 東経140.767度の地点でパラオからサイパン島に向かう輸送船団を発見した。ビルフィッシュは9時25分に攻撃し、海軍徴用船・睦洋丸（東洋汽船、2,726トン）に魚雷を命中させた。しかし、魚雷が命中した睦洋丸は沈没せず、護衛の第12号海防艦が漂流する睦洋丸の護衛をしつつ爆雷攻撃を行った。程なくして、ビルフィッシュは爆雷攻撃を逃れることができたが、結局睦洋丸は沈没しなかった。ビルフィッシュは8,500トン級の輸送船を撃沈し、8,600トン級の輸送船を撃破したと判断していた。翌22日にも攻撃を行ったが、こちらは成功しなかった。6月13日、ビルフィッシュは57日間の行動を終えて真珠湾に帰投した。

### 第5、第6の哨戒 1944年7月 - 11月
7月9日、ビルフィッシュは5回目の哨戒で日本近海およびルソン海峡方面に向かった。この哨戒では8月7日に2,500トン級輸送船に対して攻撃し成功しなかったのが唯一の戦闘であった。9月13日、ビルフィッシュは65日間の行動を終えてマジュロに帰投した。
10月6日、ビルフィッシュは6回目の哨戒で南西諸島方面および東シナ海に向かった。11月4日に2,500トン級貨物船に対して攻撃を行った後、11月7日には、ビルフィッシュは東シナ海で輸送船団を発見し3度にわたって攻撃。3隻の4,000トン級貨物船に魚雷を命中させたと判断した。一週間後の11月13日には沖縄島近海でサンパンを砲撃により撃沈した。11月27日、ビルフィッシュは53日間の行動を終えて真珠湾に帰投。ビルフィッシュはサンフランシスコに回航され、ベスレヘム・スチールでオーバーホールに入った。艦長がL・C・ファーレイ・ジュニア（アナポリス年次不明）に代わった。ビルフィッシュは1945年3月19日に真珠湾に戻ってきた。

### 第7、第8の哨戒 1945年4月 - 8月
4月24日、ビルフィッシュは7回目の哨戒で日本近海および東シナ海に向かった。この哨戒では艦船攻撃と日本の沖合でのパイロットの救助任務が命じられていた。5月26日、ビルフィッシュは長崎県生月島近海で第七寿丸（阿波国共同汽船、991トン）を撃沈した。ビルフィッシュはこの後黄海に向かい、朝鮮半島に接岸して航行する船舶を探した。6月4日、ビルフィッシュは3隻のトロール船を砲撃で撃沈した。6月5日には大同江口西島灯台南西の海域で大宇丸（大連汽船、2,220トン）を発見し撃沈。6月17日、ビルフィッシュは54日間の行動を終えてミッドウェー島に帰投した。
7月12日、ビルフィッシュは8回目の哨戒で東シナ海および黄海に向かった。この哨戒でも艦船攻撃と日本の沖合でのパイロットの救助任務が命じられた。ビルフィッシュは黄海の奥深くにまで足を伸ばし船舶を探した。8月5日、ビルフィッシュは北緯38度51分 東経121度39分 / 北緯38.850度 東経121.650度の渤海入口付近で広利丸（政記輸船、1,091トン）を発見し、撃沈した。ビルフィッシュは8月15日の終戦を洋上で迎えた。8月27日、ビルフィッシュは44日間の行動を終えて真珠湾に帰投した。
ビルフィッシュは1943年8月12日から1945年8月27日までの間に8度の哨戒を行い、これらの哨戒で3隻の貨物船、合計4,074トンを撃沈したと認定され、そのほかに5隻の小型艇も沈めた。
ビルフィッシュは第二次世界大戦の戦功で7個の従軍星章を受章した。

### 戦後
真珠湾に帰投したビルフィッシュは大西洋への移動を命じられ、9月19日にルイジアナ州ニューオーリンズに到着。続く9ヶ月にわたって訓練及び演習に従事した。1946年6月から10月にかけてポーツマス海軍造船所で不活性化が行われた後 ATR-64 によってコネチカット州ニューロンドンに曳航され、1946年11月1日に予備役となる。その後間をおいて、1960年1月1日からはボストン方面で海軍予備役兵のための訓練艦として使用された。1968年4月1日に訓練艦としての使用が停止されると同時に除籍され、1971年にスクラップとして売却された。